# Myrmeleon immaculatus
Myrmeleon immaculatus là một loài côn trùng trong họ Myrmeleontidae thuộc bộ Neuroptera. Loài này được De Geer miêu tả năm 1773.